# Porto Cesareo
Porto Cesareo is een gemeente in de Italiaanse provincie Lecce (regio Apulië) en telt 4949 inwoners (31-12-2004). De oppervlakte bedraagt 34,7 km², de bevolkingsdichtheid is 143 inwoners per km².
De volgende frazioni maken deel uit van de gemeente: Torre Lapillo.

## Demografie
Porto Cesareo telt ongeveer 1786 huishoudens. Het aantal inwoners steeg in de periode 1991-2001 met 9,3% volgens cijfers uit de tienjaarlijkse volkstellingen van ISTAT.
| Jaar | Inwoneraantal |
| ---- | ------------- |
| 1991 | 4044          |
| 2001 | 4419          |

## Geografie
De gemeente ligt op ongeveer 1 m boven zeeniveau.
Porto Cesareo grenst aan de volgende gemeenten: Avetrana (TA), Leverano (LE), Nardò(LE),Veglie(LE).

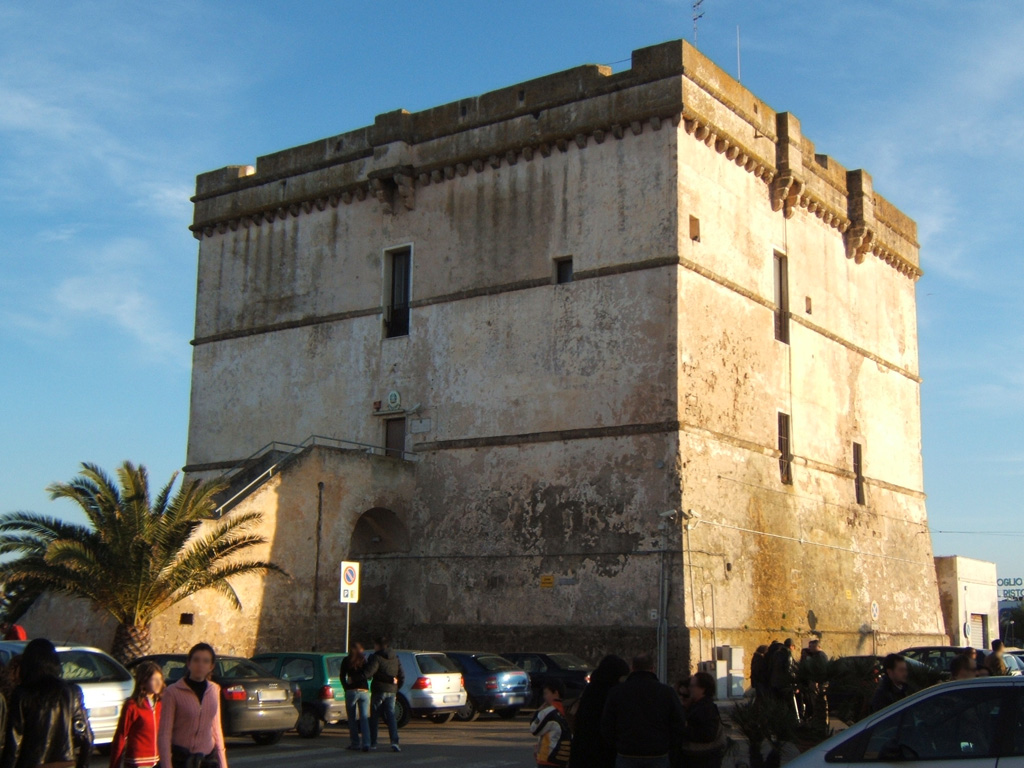
Torre Cesarea
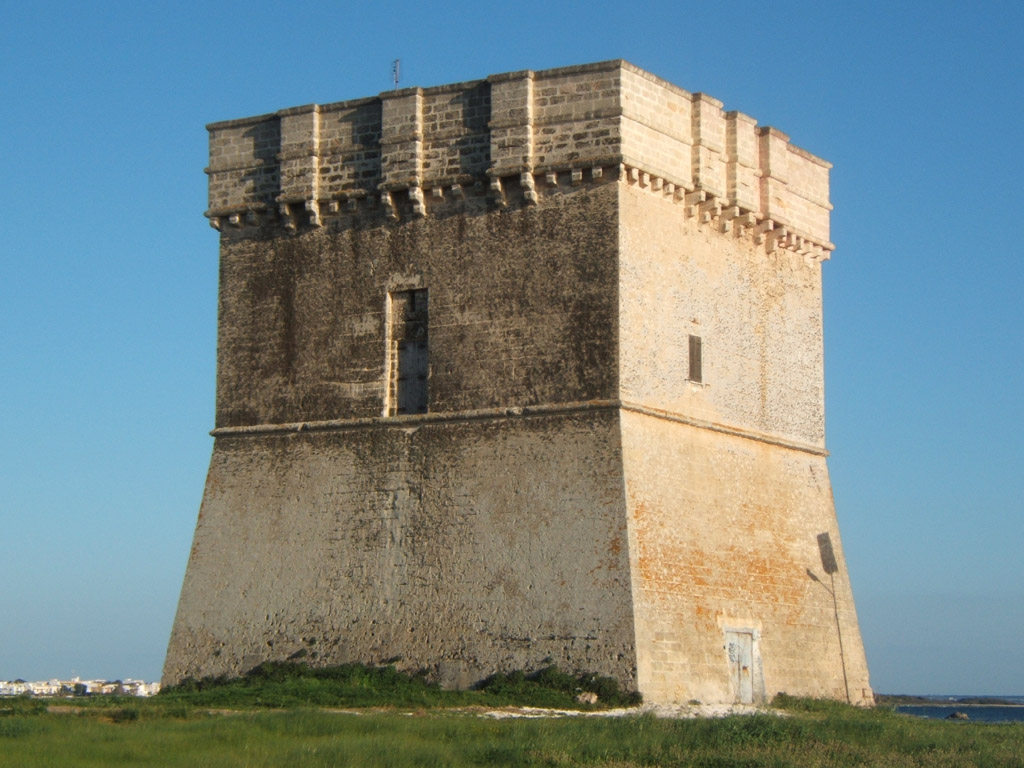
Torre Chianca
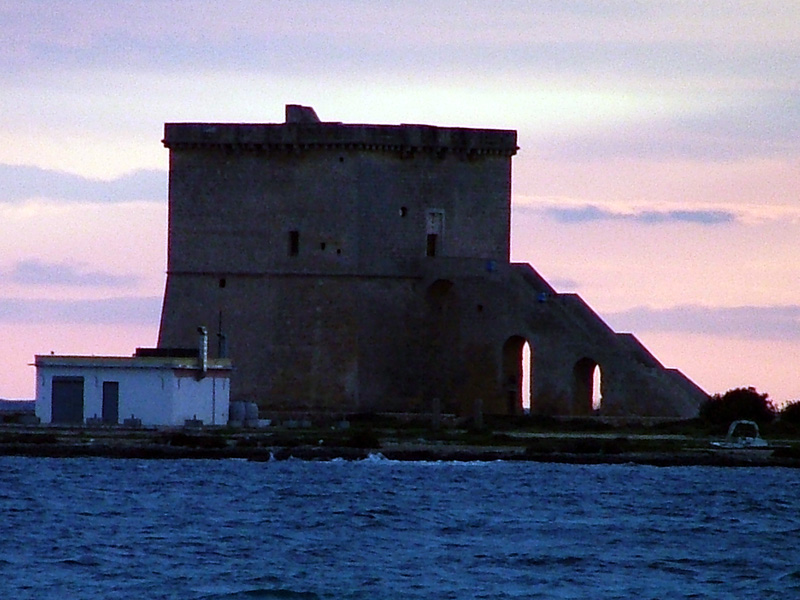
Torre Lapillo
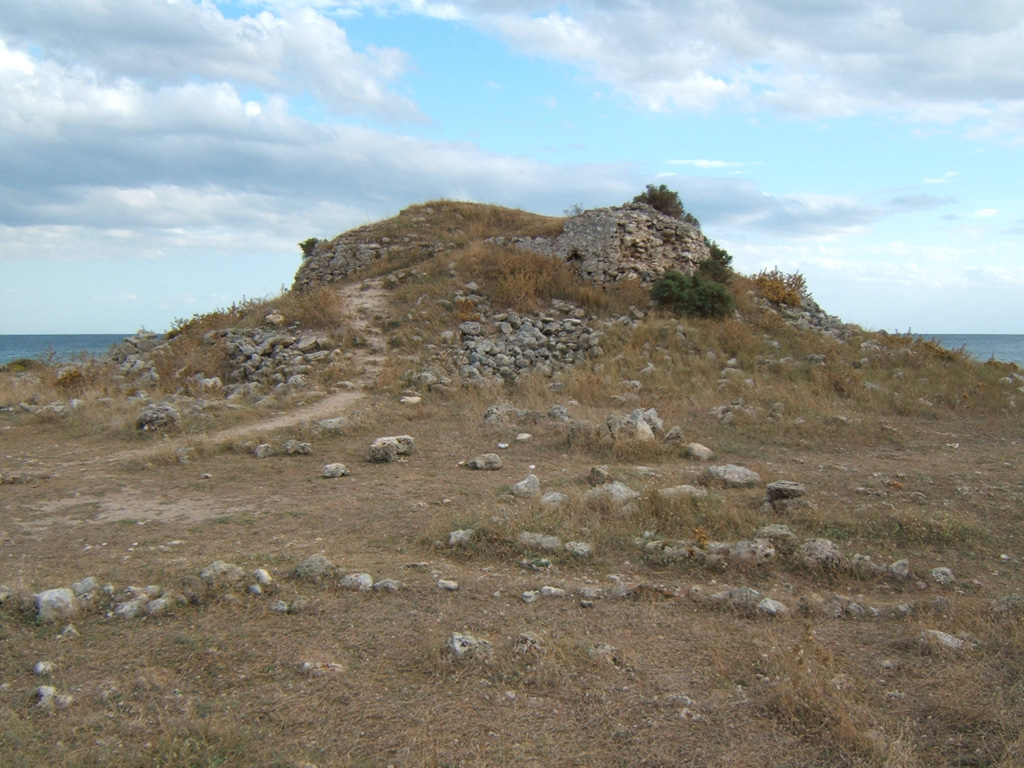
Torre Castiglione